# Marcie Louie
Pour les articles homonymes, voir Louie.
Ne pas confondre avec Peanut Louie-Harper, sa sœur cadette également joueuse de tennis.
Marcie Louie, née le 10 septembre 1953, est une joueuse de tennis américaine, professionnelle du début des années 1970 à 1986.
En 1976, elle a atteint le 4e tour à l'US Open (battue par Mima Jaušovec à la suite d'un abandon), sa meilleure performance en simple dans une épreuve du Grand Chelem.

## Palmarès (partiel)

### Titres en simple dames
| No | Date       | Nom et lieu du tournoi                    | Catégorie | Dotation | Surface      | Finaliste     | Score         |          |
| -- | ---------- | ----------------------------------------- | --------- | -------- | ------------ | ------------- | ------------- | -------- |
| 1  | 27-09-1971 | Redwood Bank International Open, Berkeley |           | NC       | Dur (ext.)   | Barbara Downs | 7-5, 6-3      | Parcours |
| 2  | 11-08-1975 | Rothmans Canadian Open, Toronto           |           | 30 000 $ | Terre (ext.) | Laura duPont  | 6-1, 4-6, 6-4 | Parcours |

### Finale en simple dames
| No | Date       | Nom et lieu du tournoi   | Catégorie | Dotation | Surface      | Vainqueure     | Score    |          |
| -- | ---------- | ------------------------ | --------- | -------- | ------------ | -------------- | -------- | -------- |
| 1  | 03-11-1980 | Seiko Classic, Hong Kong |           | 50 000 $ | Terre (ext.) | Wendy Turnbull | 6-0, 6-2 | Parcours |

### Titre en double dames
| No | Date       | Nom et lieu du tournoi               | Catégorie      | Dotation | Surface    | Partenaire       | Finalistes                  | Score         |          |
| -- | ---------- | ------------------------------------ | -------------- | -------- | ---------- | ---------------- | --------------------------- | ------------- | -------- |
| 1  | 28-03-1979 | WTA-La Costa Tennis Classic Carlsbad | Colgate Series | 35 000 $ | Dur (ext.) | Regina Maršíková | Peanut Louie Marita Redondo | 6-2, 2-6, 6-4 | Parcours |

## Parcours en Grand Chelem

### En simple dames
| Année | Open d'Australie (janvier) | Open d'Australie (janvier) | Internationaux de France | Internationaux de France | Wimbledon       | Wimbledon        | US Open         | US Open          | Open d'Australie (décembre) | Open d'Australie (décembre) |
| ----- | -------------------------- | -------------------------- | ------------------------ | ------------------------ | --------------- | ---------------- | --------------- | ---------------- | --------------------------- | --------------------------- |
| 1971  | -                          | -                          | -                        | -                        | -               | -                | 1er tour (1/32) | Wendy Overton    | n/a                         | n/a                         |
| 1972  | -                          | -                          | -                        | -                        | 3e tour (1/16)  | Winnie Shaw      | -               | -                | n/a                         | n/a                         |
| 1973  | -                          | -                          | -                        | -                        | -               | -                | 1er tour (1/32) | Helga Masthoff   | n/a                         | n/a                         |
| 1974  | -                          | -                          | -                        | -                        | -               | -                | 1er tour (1/32) | Julie Heldman    | n/a                         | n/a                         |
| 1975  | -                          | -                          | -                        | -                        | -               | -                | 1er tour (1/32) | Dianne Fromholtz | n/a                         | n/a                         |
| 1976  | -                          | -                          | -                        | -                        | -               | -                | 4e tour (1/8)   | Mima Jaušovec    | n/a                         | n/a                         |
| 1977  | -                          | -                          | 1er tour (1/32)          | F. Bonicelli             | -               | -                | 1er tour (1/64) | Anne Smith       | -                           | -                           |
| 1979  | n/a                        | n/a                        | -                        | -                        | 1er tour (1/64) | Evonne Goolagong | 1er tour (1/64) | Rosalyn Fairbank | -                           | -                           |
| 1980  | n/a                        | n/a                        | -                        | -                        | -               | -                | -               | -                | 1er tour (1/32)             | Karen Gulley                |
| 1981  | n/a                        | n/a                        | -                        | -                        | -               | -                | 1er tour (1/64) | Bettina Bunge    | -                           | -                           |

À droite du résultat, l’ultime adversaire.

### En double dames
| Année | Open d'Australie (janvier) | Open d'Australie (janvier) | Internationaux de France | Internationaux de France | Wimbledon                   | Wimbledon               | US Open                       | US Open                     | Open d'Australie (décembre) | Open d'Australie (décembre) |
| ----- | -------------------------- | -------------------------- | ------------------------ | ------------------------ | --------------------------- | ----------------------- | ----------------------------- | --------------------------- | --------------------------- | --------------------------- |
| 1971  | -                          | -                          | -                        | -                        | -                           | -                       | 2e tour (1/8) P. Bostrom      | Patti Hogan Joyce Barclay   | n/a                         | n/a                         |
| 1972  | -                          | -                          | -                        | -                        | -                           | -                       | 1er tour (1/16) Laura Rossouw | Rosie Casals B. J. King     | n/a                         | n/a                         |
| 1973  | -                          | -                          | -                        | -                        | -                           | -                       | 1er tour (1/16) Joy Schwikert | F. Dürr Betty Stöve         | n/a                         | n/a                         |
| 1976  | -                          | -                          | -                        | -                        | -                           | -                       | 1er tour (1/32) R. Giscafré   | Helen Gourlay Gail Sherriff | n/a                         | n/a                         |
| 1977  | -                          | -                          | -                        | -                        | -                           | -                       | 1er tour (1/32) P. Elliott    | Kathy May Wendy Overton     | -                           | -                           |
| 1979  | n/a                        | n/a                        | -                        | -                        | 2e tour (1/16) Peanut Louie | Mima Jaušovec V. Ruzici | 1er tour (1/32) Silvana Urroz | Penny Johnson Paula Smith   | -                           | -                           |
| 1981  | n/a                        | n/a                        | -                        | -                        | -                           | -                       | 1er tour (1/32) Dana Gilbert  | J. Russell V. Ruzici        | -                           | -                           |
| 1982  | n/a                        | n/a                        | -                        | -                        | -                           | -                       | 1er tour (1/32) C. Copeland   | Beth Norton E. Sayers       | -                           | -                           |

Sous le résultat, la partenaire ; à droite, l’ultime équipe adverse.

### En double mixte
N'a jamais participé à un tableau final.

## Parcours aux Masters

### En simple dames
| # | Date       | Nom de l'édition                          | ($)     | Surface         | Résultat              | Ultime adversaire | Score         |          |
| - | ---------- | ----------------------------------------- | ------- | --------------- | --------------------- | ----------------- | ------------- | -------- |
| 1 | 14/10/1974 | Virginia Slims Championships, Los Angeles | 100 000 | Moquette (int.) | 1er tour (1/8)        | Lesley Hunt       | 6-4, 6-0      | Parcours |
| 2 | 02/04/1975 | Virginia Slims Championships, Los Angeles | 150 000 | Moquette (int.) | Round Robin (défaite) | Chris Evert       | 6-0, 6-1      | Parcours |
| 2 | 02/04/1975 | Virginia Slims Championships, Los Angeles | 150 000 | Moquette (int.) | Round Robin (défaite) | Evonne Goolagong  | 6-4, 6-2      | Parcours |
| 2 | 02/04/1975 | Virginia Slims Championships, Los Angeles | 150 000 | Moquette (int.) | Round Robin (défaite) | Olga Morozova     | 4-6, 6-1, 6-1 | Parcours |